# 카라긴스키섬
카라긴스키섬(러시아어: Карагинский остров)은 베링해의 카라긴스키만에 있는 섬이자 람사르 습지이다. 캄차카 반도와 이 섬 사이의 너비 40km 해협을 리트케 해협이라고 부른다. 섬은 무인도이지만 카라긴 코랴크인들은 전통적으로 카라긴스키섬에 거주해 왔다. 순록을 키우는 유목민들은 여전히 섬의 임시 거주지에서 살고 있다.
이 섬은 길이가 101km이고 너비는 최대 27km이며 면적은 1,935.97 km²이다. 섬의 최고봉은 912m이다. 카라긴스키섬은 툰드라 식물과 삼나무 관목으로 덮여 있다. 여름에는 많은 꽃들이 피어난다.
작고 좁은 베르호투로프섬은 카라긴스키섬 북쪽 끝에서 45km 북쪽에 위치한다. 길이는 3.5km이고 평균 너비는 0.5km이다.

## 행정
행정적으로 카라긴스키섬은 러시아 캄차카 변경주에 속한다.